# Hayward Keniston
Ralph Hayward Keniston (5 de julio de 1883 – 10 de agosto de 1970) fue un lingüista, historiador e hispanista estadounidense. 
Catedrático de la Universidad de Pittsburg, estudió fundamentalmente la Historia de Hispanoamérica y la sintaxis del castellano del Siglo de Oro (The syntax of Castilian prose: the sixteenth century, Chicago: The University of Chicago Press, 1937). Fue el primero en realizar una edición crítica de las Works "Obras" de Garcilaso de la Vega (1924), y también realizó otras ediciones memorables como la del Libro de la vida y costumbres de Don Alonso Enríquez de Guzmán (1960).
Fue amigo de Antonio Rodríguez Moñino, quien tradujo algunas de sus obras al español; también hizo útiles bibliografías especializadas, como List of Works for the Study of Hispanic-American History (Listado de obras para el estudio de la historia hispanoamericana, Nueva York, The Hispanic Society of America, 1920) y biografías como Francisco de los Cobos, Secretario de Carlos V (traducido por Moñino en 1980).
Como lexicógrafo colaboró con Lloyd A. Kasten, Ralph Steele Boggs y H. B. Richardson en publicar A Tentative Dictionary of Old Spanish, Chapel Hill, 1946; vertió al inglés La barraca de Vicente Blasco Ibáñez. En 1948, fue nombrado presidente de la Linguistic Society of America.